# Rovianaral
De rovianaral (Hypotaenidia rovianae, synoniem: Gallirallus rovianae) is een vogel uit de familie Rallidae (Rallen). Het is een typische eilandendeem. De vogel werd in 1991 door de Amerikaanse bioloog Jared Diamond beschreven; 'Roviana' is naam van het volk op de eilanden, van hun taal, en van de lagune rond de eilanden.

## Herkenning
Deze ral heeft een zeer verborgen leefwijze en er zijn maar weinig individuen gezien, laat staan onderzocht. Het holotype is 30 cm lang, de sekse ervan onbekend; waarschijnlijk is dit dier volwassen. De kleur is overwegend donker kastanjebruin, naar de kop toe iets voller van kleur, meer roodbruin rondom het oog. De vogel kan niet vliegen en heeft witte stippen op de vleugeldekveren. Deze ral lijkt het meest op de geelbandral (H. philippensis) en de guamral (H. owstoni).

## Verspreiding en leefgebied
Deze soort is endemisch op de Salomonseilanden, een eilandengroep in het westelijk deel van de Grote Oceaan ten oosten van Nieuw-Guinea. Het leefgebied bestaat waarschijnlijk uit secundair bos, daar waar bos opslaat in verlaten akkers en tuinen. Maar de vogel is ook waargenomen op een graslandje dat als vliegveld dienst deed.

## Status
De rovianaral heeft een klein verspreidingsgebied en alleen daardoor is er de kans op de status  kwetsbaar (voor uitsterven). De grootte van de wereldpopulatie werd in 2002 geschat op minder dan 10.000 individuen, mogelijk maar 1500 tot 7000 volwassen dieren. Deze ral gaat in aantal achteruit. De soort wordt bedreigd door op het eiland ingevoerde roofdieren en honden. Mogelijk is ook dat de populatie in de jaren 1990 toenam dankzij de aanplant van bos. Voorlopig heeft de vogel de status gevoelig op de Rode Lijst van de IUCN.